# 布雷让
布雷让是巴西伯南布哥州的一个市镇。总面积161.99平方公里，总人口9388人，人口密度58人/平方公里。

## 地理
- 州 - 伯南布哥州
- 产区 - 伯南布哥州的 Agreste
- 边界 - Garanhuns（N 和 E）;Lagoa do Carro （南）;Terezinha
- 面积 - 159.79 km2
- 海拔 - 788 米
- 水文 - Mundaú 河
- 植被 - Subcaducifólia 森林
- 气候 - 热带炎热潮湿
- 年平均气温 - 22.0 摄氏度
- 距离累西腓 - 244 公里

## 经济
Brejão 的主要经济活动与农业综合企业有关，尤其是牛的创造;以及豆类、木薯、咖啡和烟草种植园。